# Майе, Антонин
Антони́н Майе́ (фр. Antonine Maillet; 10 мая 1929[…], Бактуш — 17 февраля 2025, Монреаль, Квебек) — канадская акадийская писательница— драматург, романистка и переводчик. В творчестве Майе, автора 17 пьес и 20 романов, особое место занимают события Великой депортации акадийцев 1755 года и их последствия для этой этнической группы. Лауреат Премии генерал-губернатора (1972, за роман «Дон-Лось») и Гонкуровской премии (1979, за роман «Пелажи-Тележка»), член Королевского общества Канады и Тайного совета королевы для Канады, компаньон ордена Канады и кавалер ряда орденов Франции и канадских провинций.

## Биография
Родилась в 1929 году в Бактуше (Нью-Брансуик). Получила степень бакалавра искусств в Акадийском колледже Нотр-Дам в 1950 году и степень магистра в Монктонском университете (дипломная работа на тему «Женщина и ребёнок в творчестве Габриель Руа»). В 1958 году начала активно публиковаться: в этом году вышли вторая пьеса писательницы, «Пуар-Акр», и её первый роман «Пуант-о-Кок». Уже в первых произведениях Майе активно использовала диалект и культурные традиции акадийского народа, и уже ранние её произведения удостаивались литературных премий (1958 — приз Фестиваля драмы Доминиона за «Пуар-Акр», 1960 — премия Совета Канады в области драмы за произведение «Детские игры закончились», вышедшее под псевдонимом «Жан Гаврош»).
Продолжая академическое образование в Университете Лаваля, в 1963 и 1969 году вела исследования во Франции, где работала над диссертацией по Рабле. В 1970 году защитила докторскую диссертацию на тему «Рабле и народные традиции в Акадии», в которой были каталогизированы более 500 архаичных фраз и фигур речи из французского языка XVI века, используемых в акадийском диалекте французского в настоящее время. С 1954 по 1975 год преподавала в вузах Монктона, Квебека и Монреаля.
В 1971 году к Майе пришла национальная и международная литературная слава после выхода в свет монодрамы «Грязнуля» (фр. La Sagouine). Драматические монологи «Грязнули», написанные от лица пожилой акадийской прачки, были раскуплены с момента первой публикации в количестве 100 тысяч экземпляров. В 1979 году литературный авторитет Майе упрочился с изданием романа «Пелажи-Тележка» (фр. Pélagie-la-Charrette), рассказывающего о возвращении акадийцев на родину после Великой депортации 1755 года. Это произведение закрепило за Майе статус лидера акадийской литературы и принесло ей известность во Франции, где был продан миллион копий романа. «Пелажи-Тележка» была удостоена Гонкуровской премии — Майе стала первым лауреатом этой французской премии из Северной Америки.
В общей сложности из-под пера Майе вышли 17 пьес и 20 романов. Помимо «Грязнули» и «Пелажи-Тележки», среди них выделяются романы «Дон-Лось» (фр. Don l’Orignal, Премия генерал-губернатора, 1972) и «Мария-Ажела» (фр. Mariaagélas, Франко-канадская премия, 1975). Тема Великой депортации акадийцев и влияния этого события на акадийское общество и культуру занимает центральное место в её творчестве. Кроме того, она проявила себя как детский писатель («Кристоф Картье из Нуазетта по прозвищу Плюшевый мишка», 1981) и как переводчик; среди переведённых ею на французский язык произведений — «Фантастикс» Тома Джонса и Харви Шмидта, «Ширли Валентайн» Уилли Расселла, «Ричард III» и «Гамлет» Шекспира, «Варфоломеевская ярмарка» Бена Джонсона, «Пигмалион» Бернарда Шоу. В 1989—2001 годах занимала пост канцлера Монктонского университета, а в 1999 году была ведущей VIII саммита Франкофонии, проходившего в Монктоне.
Умерла 17 февраля 2025 года в возрасте 95 лет у себя дома в Монреале.

## Награды и звания
За своё творчество и общественный вклад Антонин Майе удостоена ряда государственных наград:
- офицер ордена Канады с 1976 года, компаньон (высшая степень ордена) с 1981 года;
- офицер ордена Академических пальм (Франция) с 1980 года;
- офицер ордена Искусств и литературы (Франция) с 1985 года;
- офицер Национального ордена Квебека с 1990 года;
- офицер ордена Почётного легиона с 2004 года, командор с 2021 года[13];
- медаль Золотого юбилея королевы Елизаветы II (2002)[14];
- кавалер ордена Нью-Брансуика с 2005 года;
- медаль Бриллиантового юбилея королевы Елизаветы II (2012)[15];
- великий офицер ордена «За заслуги» (Франция)[13].

Другие награды Майе включают премию Совета Канады (1960), Премию генерал-губернатора (1972), Франко-канадскую премию (1975), Гонкуровскую премию (1979), медаль Лорна Пирса от Королевского общества Канады (1980), орден Плеяды от организации Франкофония (1981) и орден Франкофонов Америки (1984). В 1991 году она включена в списки Академии великих монреальцев, а в 2016 году произведена в командоры ордена Монреаля.
Антонин Майе присвоены почётные учёные звания более чем 30 канадских и зарубежных вузов. В её честь названы начальная школа в Ошаве (Онтарио) и улица в монреальском районе Утремон, на которой она проживала. Писательница является членом Королевского общества Канады и Тайного совета королевы для Канады. В родном городе Майе Бактуше создан тематический парк «Земля Грязнули» (фр. Le Pays de La Sagouine), названный в честь героини её пьесы.